# Khamisia
Khamisia is een monotypisch geslacht van spinnen uit de  familie van de Oonopidae (dwergcelspinnen).

## Soort
- Khamisia banisad Saaristo & van Harten, 2006